# Проектил
Проектил е съвременен термин за изхвърлян от метателно оръжие предмет с предварително зададени характеристики. Стабилизацията на полета се осигурява най-често чрез завъртане с помощта на винтови канали при  нарезните оръжия или чрез  въздушни стабилизатори при стрелите и авиобомбите. В българския език за малки огнестрелни калибри се употребява куршум, но терминът е по-скоро художествен (както и пуле, гюле, сачма, картеч и др), а не технически. Например, сачмите за лагери са сферични, докато за ловни цели в гладкоцевно оръжие се ползват с лещовидна или друга форма.
Проектилът може да бъде изхвърлян с различни устройства, като основния принцип е използване на акумулирана енергия в еластични части като пружини. В случая на лъка, стрелата е проектил. При боен (метателен) заряд, това са химически смеси от взривни вещества (черен барут) или химически съединения (бездимен барут), изгаряни в подходяща камера – патронник на огнестрелно оръжие или използване на компресиран въздух във въздушна пушка и други газове (обикновено въглероден диоксид при пейнтбол). Закономерностите на движение на проектила са външна балистика, след като излети от оръжието, и вътрешна балистика, което е термин, свързан с огнестрелното оръжие.
Обикновено взривовете на фугасен или осколочно-фугасен снаряд (популярно „бомба“) карат отломките да се държат като много високоскоростни проектили. За оценка на устойчивостта срещу проникване и степента на защита на бронежилетка се използва цифрено-буквен индекс, като осколките от ръчна граната движеща се с ~400 m/s са приблизително равни по енергия на пистолетни куршуми и това се обозначава като ниво на защита IIIA. Експлозивното оръжие или устройство обикновено се проектира така, че да произвежда много високоскоростни осколки чрез влагане в обвивката на гайки, пирони и подобни (в художествената литература се срещат думите „джепане“ и „картеч“ с това значение).